# Nulveldsplitsing
Nulveldsplitsing (Engels: zero-field splitting of ZFS) beschrijft verschillende interacties die kunnen optreden in elektronspinresonantie (ESR), met name in die gevallen waarbij geen uitwendig magnetisch veld gebruikt wordt. Het verschijnsel treedt op als meerdere ongepaarde elektronen een rol spelen in een deeltje (ion, molecule, diradicaal). De elektronspin van het deeltje is daarbij groter dan 1/2. Vooral in het begrijpen van ESR-spectra van biologisch actieve moleculen speelt het effect een rol.
De grootte van de nulveldsplitsing wordt meestal aangegeven als een zogenaamde D-waarde. Voor een groot aantal organische diradicalen is de D-waarde via ESR vastgesteld. Naast ESR wordt, hoewel minder gevoelig, ook gebruikgemaakt van SQUID (Superconducting Quantum Interference Device) om deze gegevens te verkrijgen.
In aanwezigheid van een uitwendig magnetisch veld zal voor een elektronensysteem met S = 1 (twee elektronen), en dus een spinkwantumgetal MS = −1, 0 of 1, een opsplitsing gelden die bepaald wordt door het zeemaneffect. Bij afwezigheid van een uitwendig magnetisch veld zijn de drie niveaus in eerste benadering ontaard (ze hebben dezelfde energie). Echter, wordt het effect van het ene elektron op het andere elektron ook in de beschouwing opgenomen, dan vertonen de drie niveaus een klein verschil, de nulveldsplitsing. De energieverschillen worden gemeten in een vaste matrix met behulp van ESR.

## Nulveldsplitsing in nitrenen
In de D-waarden die voor nitrenen gevonden worden wordt de invloed die de twee niet gepaarde elektronen op elkaar uitoefenen geïllustreerd.  Eenvoudige nitrenen als imidogeen (:NH) of trifluormethylimidogeen (:NCF3) hebben D-waarden van 1=1,8 en een spindichtheid die de maximumwaarde van 2 dicht nadert.  In deze diradicalen bevinden de ongepaarde elektronen zich vooral op het stikstofatoom.  De interactie tussen de twee elektronen is daardoor aanzienlijk.  Veel kleinere D-waarden, kleiner dan 0,4 en een spindichtheid op stikstof van 1,2 tot 1,4, worden gemeten voor stoffen als 9-antrylnitreen en 9-fenantrylnitreen.  In deze aromatische diradicalen bevindt het ene ongepaarde elektron zich nog steeds op stikstof, het andere elektron komt gedelocaliseerd in de aromatische ring terecht.  De twee elektronen bevinden zich minder dicht bij elkaar en hun interactie is veel kleiner.